# 霍恩费尔登
霍恩费尔登是德国图林根州的一个市镇。总面积8.43平方公里，总人口374人，其中男性180人，女性194人（2011年12月31日），人口密度44人/平方公里。